# John G. McCullough

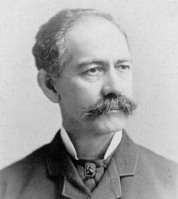
John G. McCullough

John Griffith McCullough, född 16 september 1835 i Newark, Delaware, död 29 maj 1915 i New York, var en amerikansk republikansk politiker och affärsman. Han var guvernör i delstaten Vermont 1902–1904.
McCullough växte upp i Delaware. Fadern Albert härstammade från Ulsters skottar, medan modern Rebecca var av walesisk härkomst. Båda föräldrarna dog under McCulloughs barndom och han uppfostrades av släktingar och familjevänner.
McCullough avlade sin grundexamen vid Delaware College (numera University of Delaware) och juristexamen vid University of Pennsylvania. Av hälsoskäl flyttade han till Kalifornien där han tjänstgjorde som delstatens justitieminister (California Attorney General) 1863–1867. Han gifte sig 1871 med Eliza Hall Park som var dotter till finansmannen Trenor W. Park. Paret fick en son och tre döttrar.
McCullough flyttade 1873 till Vermont. Han gjorde en lång karriär inom affärslivet, som bankdirektör, inom stålproduktionen och försäkringsbranschen. Svärfadern utnämnde honom till vice verkställande direktör för Panama Railway och han avancerade senare till järnvägsbolagets vd. McCullough var dessutom vd för Bennington and Rutland Railway och Chicago and Erie Railroad.
McCullough efterträdde 1902 William W. Stickney som guvernör i Vermont och efterträddes 1904 av Charles J. Bell.
Kongregationalisten McCullough gravsattes på Old Bennington Cemetery i Bennington, Vermont.